# Demarcus Holland
Demarcus Dejuan Holland (Tyler, 2 marzo 1994) è un cestista statunitense.